# Aphasie
Eine Aphasie (altgriechisch ἀφασία aphasía ‚Sprachlosigkeit‘) ist eine erworbene Störung der Sprache aufgrund einer Beschädigung (Läsion) von bestimmten Regionen des Gehirns, die für die Steuerung der Sprache entscheidend sind. Diese „Sprachzentren“ des Gehirns sind asymmetrisch angelegt („lateralisiert“) und befinden sich bei der Mehrzahl der Menschen in der linken Großhirnhälfte, was der französische Chirurg Paul Broca 1861 als Erster nachwies. Aphasien können als Resultat verschiedenartiger Erkrankungen und Schädigungen dieser Gehirnbereiche entstehen, wie beispielsweise: Schlaganfall, Schädel-Hirn-Trauma, Gehirnblutung nach Venenthrombose, Aneurysmen, Tumoren, entzündliche Erkrankungen und Intoxikation.
Aphasien verursachen unterschiedlich schwere Beeinträchtigungen der Sprachproduktion, des Verstehens, Schreibens und Lesens, aber auch nichtsprachlicher Hirnfunktionen. Sprachliche und nichtsprachliche Symptome sind in charakteristischer Weise kombiniert, weshalb Aphasie oder aphasische Störungen auch als multimodale Störungen bezeichnet werden.
Sprachstörungen nach Hirnverletzungen wurden bereits in der Antike beschrieben, systematisch untersucht wurden die Zusammenhänge jedoch erst im 19. Jahrhundert. Die Bezeichnung Aphasie wurde 1864 von Armand Trousseau in die Medizin eingeführt. Ursprünglich bezeichnete Aphasie einen kompletten Sprachverlust, während leichtere Beeinträchtigungen mit dem Terminus Dysphasie belegt wurden. Aufgrund praktischer Abgrenzungsprobleme kam es zu einer Bedeutungserweiterung von Aphasie für alle Fälle einer erworbenen Sprachstörung.
Von der Aphasie als Sprachstörung abzugrenzen sind Sprechstörungen wie die Dysarthrie, allerdings können Sprach- und Sprechstörung auch gemeinsam auftreten. Abzugrenzen sind weiterhin sprachliche Planungsstörungen wie die Sprechapraxie. Aphasien werden außerdem von Sprachentwicklungsstörungen unterschieden; Aphasien sind also solche Störungen, die nach abgeschlossenem Spracherwerb auftreten.

## Definition
Aphasie ist der Verlust der Fähigkeit, Wörter hervorzubringen oder zu verstehen. Die Union Europäischer Phoniater (UEP) definierte eine Aphasie basierend auf Konzepten von Oskar Schindler als „einen Teil- oder Vollverlust einer oder mehrerer linguistischer oder nonlinguistischer, bereits ausgebildeter kommunikativer Fähigkeiten infolge einer Läsion der Gehirnstrukturen für die Kodierung und/oder Dekodierung von jeglichen Botschaften beliebigen Schwierigkeitsgrades, expressiv oder impressiv, auf jedem Kommunikationskanal“.

## Arten
Aphasien werden von verschiedenen Autoren(gruppen) unterschiedlich eingeteilt. In Deutschland ist die mehr klinisch orientierte Einteilung der Aachener Schule um Walter Huber und Klaus Poeck die meistverwendete, nicht zuletzt weil sie das Ergebnis eines standardisierten Diagnoseverfahrens, des Aachener Aphasie-Tests (AAT), ist. Es werden dort vier Hauptarten („Standardsyndrome“) und mehrere Sonderformen unterschieden:
| Typ                                | Spontansprache                          | Nachsprechen          | Sprachverständnis         | Wortfindung           |
| ---------------------------------- | --------------------------------------- | --------------------- | ------------------------- | --------------------- |
| Amnestische bzw. anomische Aphasie | fließend, aber Paraphasie               | leicht beeinträchtigt | leicht beeinträchtigt     | gestört, paraphasisch |
| Broca-Aphasie                      | gestört                                 | gestört               | meist nicht eingeschränkt | eingeschränkt         |
| Wernicke-Aphasie                   | fließend (z. T. Logorrhoe, Neologismen) | gestört               | eingeschränkt             | eingeschränkt         |
| Globale Aphasie                    | gestört                                 | gestört               | gestört                   | gestört               |

Diese komplexen Syndrome bestehen aus Symptomstrukturen; sie ergeben sich aus einer Clusteranalyse von Kookkurrenzen der verschiedenen Symptome.
Neben diesen vier Hauptarten der Aphasie werden historisch basierend auf Überlegungen von Ludwig Lichtheim und den klinischen Fällen von Carl Wernicke folgende Sonderformen unterschieden: die transkortikale Aphasie, die sich in ihrer motorischen Form darin äußert, dass die Betroffenen nachsprechen, aber nicht frei reden können, und die Leitungsaphasie, die meistens durch Läsionen im Bereich des Fasciculus arcuatus der dominanten Hemisphäre entstehen soll und die durch eine starke Einschränkung des Nachsprechens bei ansonsten weitgehend intakten sprachlichen Fähigkeiten charakterisiert wird.
Eine andere, feinere Einteilung, zusammen mit einem anderen Diagnoseverfahren, schlug Anton Leischner vor (vgl. Literatur).

### Amnestische bzw. anomische Aphasie
Leitsymptom: Wortfindungsstörungen (Schwierigkeiten beim Benennen von Gegenständen, Dingen u. ä., Anomie). Die Sprache ist fließend, bei auftretenden Wortfindungsstörungen können die Zielbegriffe häufig umschrieben werden.
Das Kurzzeitgedächtnis ist gestört (z. B. Schädel-Hirn-Trauma).

### Broca-Aphasie

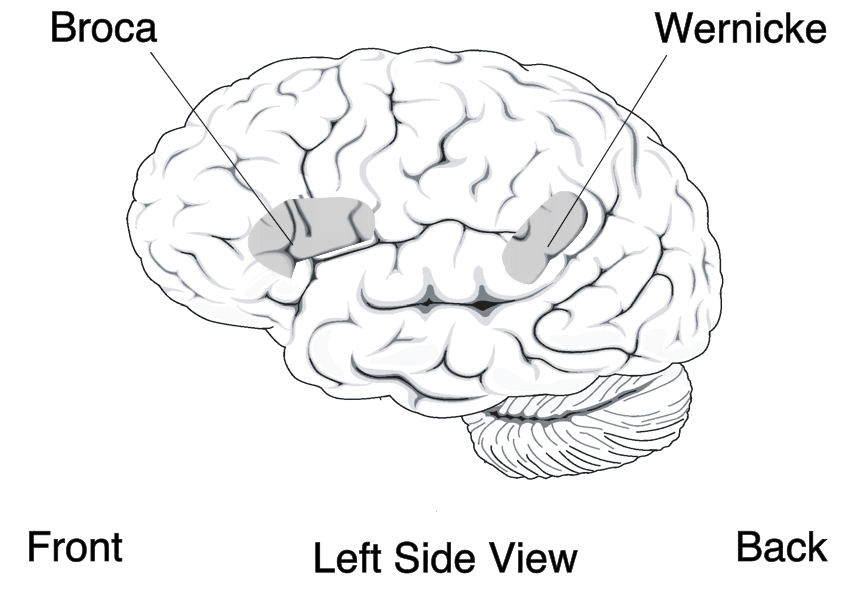
Gehirnareale, deren Störung Broca- bzw. Wernicke-Aphasie verursachen

Die Broca-Aphasie, benannt nach dem französischen Chirurgen Paul Broca (1824–1880), wurde früher auch „motorische Aphasie“ genannt, stockende, angestrengte Spontansprache mit starken Wortfindungsstörungen. Vorhandene mittelgradige Störungen des Sprachverständnisses, die im Gespräch manchmal zu Missverständnissen führen können, werden häufig erst bei direkter Testung entdeckt.

### Wernicke-Aphasie
Die 1874 von Carl Wernicke beschriebene Wernicke-Aphasie wurde früher auch „sensorische Aphasie“ genannt. Fließende Sprache mit sehr vielen semantischen Paraphasien (Verwechslungen von Wörtern) und phonematischen Paraphasien (Lautverdrehungen) bzw. Neologismen (Wortneuschöpfungen). Meist werden die Fehler von den Betroffenen nicht wahrgenommen. Zum Teil überschießender Sprachfluss (Logorrhoe). Stark eingeschränktes Sprachverständnis.

### Globale Aphasie
Die globale Aphasie ist die schwerste Form der Aphasie, bei der kaum lautsprachliche Äußerungen möglich sind und auch das Sprachverständnis schwer gestört ist. Ursache ist eine ausgedehnte Läsion, die das motorische und sensorische Sprachzentrum der dominanten Hemisphäre mit einschließt. Meistens handelt es sich um einen Totalinfarkt im Versorgungsgebiet der Arteria cerebri media.

## Aphasiologie
Die interdisziplinär ausgerichtete Aphasiologie (von altgriechisch ἀφασία aphasía „Sprachlosigkeit“ und -logie) beschäftigt sich mit der Diagnostik und Behandlung der Aphasien.
Beteiligte medizinische Fächer sind z. B. Neurologie, Phoniatrie, des Weiteren z. B. Linguistik (insbesondere Neurolinguistik und Klinische Linguistik), Psychologie, Neurobiologie, Logopädie.

## Aphasietherapie
Aphasietherapie umfasst unterschiedliche Möglichkeiten, um nach einem Sprachverlust die Sprache und andere Funktionen wiederherzustellen. Die aphasischen Störungen haben häufig enorme psycho-soziale Folgen. Verhaltensansätze zur Sprachtherapie bei Aphasie umfassen ein unterschiedliches Repertoire an Techniken, die modell- oder symptomorientiert vorgehen. Aufgrund der verschiedenen Störungen/Verluste sind mehrere Disziplinen in der Therapie gefordert, u. a. Logopädie, Musiktherapie, Bewegungstherapie.

### Therapieformen
Sprach-Sprechtherapie
Ambulante Aphasietherapie findet in der Regel in Praxen für Sprachtherapie (bei z. B. Logopäden, klinischen Sprechwissenschaftlern u. a.) statt. Es gibt zum Teil auch die Möglichkeit, die Behandlung in einem ambulanten Therapiezentrum oder in einer Klinik mit ambulanter Rehabilitation durchzuführen.
Musiktherapie
Musiktherapie bei Aphasie kann sich entweder auf das Verbessern der sprachlichen Fähigkeiten oder auf die sekundären Folgen (Traumaverarbeitung, emotionelle Probleme, soziale Vereinsamung etc.) richten.
Therapie mit Hilfe von Medien
Computerprogramme unterstützen die Arbeit der Therapie. Visuell ersetzen sie das Vorlegen von Bilderkarten durch die Therapeuten, wobei Bilder/Begriffe zugeordnet werden müssen. Die Audiounterstützung hilft Laute, Worte und Sätze beliebig oder in Reihenfolge zu hören und nachzusprechen. Die Hilfe durch Videos zeigt Großaufnahmen von Mund- und Zungenbewegungen. Bei stationären Aufenthalten können Medien besonders intensiv genutzt werden.
Teletherapie (intensiv)
Eine therapeutisch supervidierte Teletherapie ist eine Sonderform der computergestützten Therapie, für eine hochfrequente Versorgung von Patienten nach stationärer Rehabilitation. Telematik ermöglicht dem Therapeuten, täglich mit dem Patienten – auch über eine größere Distanz hinweg – in Verbindung zu stehen. Ziel ist es, mit täglichen und auch mehrmals täglichen Therapieeinheiten Patienten schneller und nachhaltiger auf ein höheres funktionelles Leistungsniveau zu bringen. Die Übungen (Hausaufgaben) erfolgen nach Verordnung und unter Supervision (Kontrolle) eines Therapeuten. Die Therapieübungen werden per Funk an die Therapiestation (Patienten - Leihgeräte) übermittelt und nach Abschluss der Einheiten an den Therapeuten rückübertragen. Der Therapeut wertet die Ergebnisse aus und adaptiert die Übungen. Indikationen: Neurologie, Orthopädie, Kardiologie.
Nach wie vor werden in Deutschland zu wenige Behandlungsstunden für Aphasiker angeboten. Nach einer Meta-Studie von Bhogal und Kollegen (2003) muss störungsspezifische Therapie hochintensiv durchgeführt werden. Nur wenn mehr als 5–10 Therapiestunden pro Woche angeboten werden, kann man auf Fortschritte der sprachlichen Leistungen hoffen. Eine solch intensive Behandlung ist im niedergelassenen Setting nicht zu erbringen. Nur durch Nutzung computergestützter Verfahren kann die Intensität so erhöht werden, dass die sich aus den Vorgaben der Metastudie ergebenden Zielgrößen erreicht werden. Tatsächlich konnte durch die Teletherapiestudie erstmals gezeigt werden, dass Therapiefrequenz durch supervidierte Teletherapie ohne Qualitätsverlust so angehoben wird, dass Patienten nachweislich davon profitieren. Seit 2017 gibt es die Möglichkeit einer Tele-Reha-Nachsorge.

### Erfolgsaussichten
Der Therapieerfolg hängt von vielen verschiedenen Faktoren ab; so laufen im Alter physiologische Regenerationsprozesse langsamer ab. Ein möglichst frühzeitiger Therapiebeginn ist immer wünschenswert. Auch die Häufigkeit der Therapie und die Ausstattung mit technischen Hilfsmitteln und Nutzung von Medien ist von Belang. Ausreichend körperliche Aktivität, viel praktisches Sprechen bis hin zum Singen ist wichtig. Entscheidend für den Erfolg ist in jedem Fall die engagierte Zusammenarbeit von Arzt, Logopäden, Bewegungstherapeut, Familie und Freunden.

### Selbsthilfegruppen
Einen wichtigen Beitrag zur Begleitung Betroffener und deren Angehöriger bieten Selbsthilfegruppen. Im Bundesverband der Rehabilitation der Aphasiker e. V. sind Landesverbände zusammengefasst, die mit örtlichen Gruppen in regional unterschiedlichem Angebot „Hilfe zur Selbsthilfe“ anbieten.

## Kommunikationshilfsmittel

### Visuelle Szenenbilder (visual scene display= VSD)
Visuelle Szenenbilder bestehen aus Textboxen und persönlichen Bildern. Sie werden verwendet, um persönliche Gespräche zu führen und sollen dem Betroffenen das Erzählen von persönlichen Inhalten erleichtern.

### Talking Mats
Beim Talking Mats werden Symbole von Tätigkeiten und Gegenständen auf einer Matte platziert. Die Aphasiker sortieren die Symbole unter sogenannten Optionskarten. Diese stellen die Antwortmöglichkeiten auf eine Frage dar, wie zum Beispiel Ja oder Nein, Gut oder Schlecht. Dadurch hat der Betroffene die Möglichkeit, sich mitzuteilen, über das eigene Leben nachzudenken und die Zukunft selbst zu planen. Es kann von Fachpersonen (zum Beispiel in der Ergotherapie oder Logopädie) oder im privaten Umfeld genutzt werden.

### Anlaufstellen
- Bundesverband für die Rehabilitation der Aphasiker e. V.
- Aphasie beim Kind